# Spoorlijn La Chaux-de-Fonds - Les Ponts-de-Martel
De spoorlijn La Chaux-de-Fonds - Les Ponts-de-Martel is een Zwitserse spoorlijn tussen La Chaux-de-Fonds en Les Ponts-de-Martel in het kanton Neuchâtel.

## Geschiedenis
Het traject werd door de Chemin de fer Ponts–Sagne–Chaux-de-Fonds (PSC) op 26 juni 1889 geopend. In 1947 ontstond de Chemins de fer des Montagnes Neuchâteloises (CMN) door een fusie tussen Chemin de fer Ponts–Sagne–Chaux-de-Fonds en de Régional des Brenets (RdB).

## Treindiensten
De treindienst op dit traject wordt uitgevoerd door de Transports Régionaux Neuchâtelois (TRN).

## Aansluitingen
In La Chaux-de-Fonds is er een aansluiting van de volgende spoorlijnen:
- La Chaux-de-Fonds - Glovelier, spoorlijn tussen La Chaux-de-Fonds en Glovelier
- La Chaux-de-Fonds - Sonceboz, spoorlijn tussen La Chaux-de-Fonds en Sonceboz
- Neuchâtel - Morteau, spoorlijn tussen Neuchâtel en - Morteau

## Elektrische tractie
Het traject werd geëlektrificeerd met een spanning van 1500 volt gelijkstroom.